# 尾田木美衣
尾田木 美衣（おだぎ みえ、1966年3月11日 - ）は、日本の声優、女優。静岡県出身。81プロデュース所属。かつてはドラマティック・カンパニーの一員であった。本名および旧芸名は小田木 美恵（読み方同じ）。洗足学園大学声優アニメソングコース講師。

## 略歴
1994年よりドラマティック・カンパニーに参加。
2015年1月5日付で芸名を本名の小田木美恵から尾田木美衣に改名。

## 人物
声種はソプラノ。
趣味はブラインドタッチの特打ち。好きな食べ物はゴマだれ、プリン。

## 出演

### テレビアニメ
1996年
- 爆走兄弟レッツ&ゴー!!（1996年 - 1998年、女子A、ナン、大善力、松有芽） - 3シリーズ
- はりもぐハーリー（リス子のママ、ケラ子、メダカの先生）
- モジャ公

1997年
- あずきちゃん（コンパニオン、児玉葵）
- 救命戦士ナノセイバー（谷村沙織）
- 白鯨伝説
- ポケットモンスター（1997年 - 2001年、大人の女、ミニスカB、子供B 他）

1998年
- 彼氏彼女の事情（大人の人）
- 太陽の子エステバン（BS版）（チュシ）

1999年
- ∀ガンダム（母）

2000年
- KAIKANフレーズ（付き人）
- グラビテーション（女性編集者、社員達、マスター、司会）
- サクラ大戦TV
- とっとこハム太郎（深沢喜久枝）

2001年
- サラリーマン金太郎（矢島光子、保母、看護婦）
- それいけ!アンパンマン（2001年 - 2016年、クレヨンマンピンク、ラッコおばさん）
- 破邪巨星Gダンガイオー（武満）
- パラッパラッパー（おばあさん）

2002年
- PIANO（先生）

2003年
- 最遊記RELOAD（母）

2005年
- ガラスの仮面（速水文）

2008年
- ゴルゴ13（ダイアン・ケリー）

2009年
- デュエル・マスターズ クロス（白凰の母）

### OVA
- ゴルゴ13〜QUEEN BEE〜（1998年、マリア）
- エクスドライバー（2000年、ディレクター）

### 劇場アニメ
- エクスドライバー the Movie（2002年）
- ハッピーカムカム（2015年、ひろしの母）

### ゲーム
- ロードモナーク -新・ガイア王国記-（1998年、ヒノオオカミ）

### 吹き替え

#### 映画
- ワイルド・ワイルド・ウエスト（2000年、アマゾニア〈フレデリック・ヴァン・デア・ヴァル〉）
- タイガーランド（2001年）
- 私が愛したギャングスター（2001年）

#### ドラマ
- パワーレンジャー・イン・スペース（2000年、ディナ、タイクワン、スージ）
- パワーレンジャー・ロスト・ギャラクシー（2001年、ディナ、インパストラ、ヘーリー）

### 特撮
- 仮面ライダー龍騎スペシャル 13RIDERS（2002年、ミスパイダーの声）

### テレビドラマ
- きらきら研修医（藤野カナの母）
- 連続テレビ小説（NHK）
  - エール（2020年、アナウンサー[15]）
  - おかえりモネ（2021年）

### テレビ番組
- このまちだいすき（ウォッチ鳥の声）
- つくってあそぼ（ゴロネの声）

### オーディオブック
- 永遠の0（2016年、江村鈴子）
- 一万年の旅路 ネイティヴ・アメリカンの口承史（2017年、朗読）[16]
- リトル・トリー（2019年、朗読）[17]
- セブン セブン セブン（2021年）
- アンヌ今昔物語 ウルトラセブンよ永遠に…（2022年）

### その他コンテンツ
- 中国博物館（ナレーション）
- おはなしプロデュース 第21話「箱の中のあなた」（2020年、朗読）[18]

### シリーズ一覧
1. ↑  第1期（1996年）、第2期『WGP』（1997年）、第3期『MAX』（1998年）